# Liste des résolutions du Conseil de sécurité des Nations unies sur l'Iran
Cet article dresse une liste des résolutions du Conseil de sécurité des Nations unies concernant l'Iran.

## Iran
L’Iran (en persan : ايران, Irān), en forme longue la république islamique d'Iran (en persan : جمهوری اسلامی ايراﻥ, Jomhuriye Eslāmiye Irān)
L' Iran est un des membres fondateurs de l'organisation des Nations unies.
- Résolution 2 : crise irano-soviétique (adoptée le 30 janvier 1946 lors de la 5e séance).
- Résolution 3 : crise irano-soviétique (adoptée le 4 avril 1946 lors de la 30e séance).
- Résolution 5 : crise irano-soviétique (adoptée le 8 mai 1946 lors de la 40e séance).
- Résolution 348 : Iran-Irak (adoptée le 28 mai 1974).
- Résolution 457 : république islamique d'Iran-États-Unis (adoptée le 4 décembre 1979).
- Résolution 457 : république islamique d'Iran-États-Unis (adoptée le 4 décembre 1979).
- Résolution 461 : république islamique d'Iran (adoptée le 31 décembre 1979).
- Résolution 479 : Irak-république islamique d'Iran (adoptée le 28 septembre 1980).
- Résolution 514 : Irak-république islamique d'Iran (adoptée le 12 juillet 1982).
- Résolution 522 : Irak-république islamique d'Iran (adoptée le 4 octobre 1982).
- Résolution 540 : Irak-république islamique d'Iran (adoptée le 31 octobre 1983).
- Résolution 552 : république islamique d'Iran (adoptée le 1er juin 1984).
- Résolution 582 : Irak-république islamique d'Iran (adoptée le 24 février 1986).
- Résolution 588 : Irak-république islamique d'Iran (adoptée le 8 octobre 1986).
- Résolution 612 : Irak-république islamique d'Iran (adoptée le 9 mai 1988).
- Résolution 616 : république islamique d'Iran - États-Unis (adoptée le 20 juillet 1988).
- Résolution 619 : Irak-république islamique d'Iran (adoptée le 9 août 1988).
- Résolution 620 : Irak-république islamique d'Iran (adoptée le 26 août 1988).
- Résolution 631 : Irak-république islamique d'Iran (adoptée le 8 février 1989).
- Résolution 642 : Irak-république islamique d'Iran (adoptée le 29 septembre 1989).
- Résolution 651 : Irak-république islamique d'Iran (adoptée le 29 mars 1990).
- Résolution 671 : Irak et république islamique d'Iran (adoptée le 27 septembre 1990).
- Résolution 676 : Irak et république islamique d'Iran (adoptée le 28 novembre 1990).
- Résolution 685 : Irak-république islamique d'Iran (adoptée le 31 janvier 1991).
- Résolution 1696 : sur la non prolifération des armes nucléaires, demandant à l'Iran de stopper l'enrichissement d'uranium.
- Résolution 1737: Non-prolifération (adoptée le 26 décembre 2006 lors de la 5612e séance)
- Résolution 2105 : Non-prolifération/Iran (adoptée le 5 juin 2013 lors de la 6973e séance).
- Résolution 2159 : Non-prolifération / Iran (adoptée le 9 juin 2014 lors de la 7193e séance).